# Голографічний сонячний концентратор
Голографічний сонячний концентратор (holographic solar concentrator) — оптичний пристрій, який забезпечує кутове відхилення оптичних променів у просторі дифракцією їх на упорядкованій структурі — голограмі та збирання (концентрацію) випромінювань на невеликій поверхні фотоприймача.
Параметри голографічних концентраторів можуть бути розраховані, виходячи з формули дифракції Френеля, модифікованої Кірхгофом.  
Фізично, голографічний концентратор НС є сформованою на фотореєстраційному матеріалі (фотореєстраторі) дифракційною структурою — чередуванням розташованих у просторі по певному закону прозорих та непрозорих смуг та/або точок з різними показниками заломлення, які дозволяють збирати широкий пучок випромінювань оптичного діапазону спектру SR на  фотоприймачі PVC, розташованому в точці фокуса F концентратора.
Голографічні концентратори можуть бути умовно класифіковані за способом виготовлення голограми, за формою хвильового фронту об'єктного оптичного пучка, який застосовується для запису та відтворення, по спектральному складу випромінювань, за кількістю дифракційних збиральних елементів, розташованих на полі кінцевої голограми паралельно, за кількістю дифракційних збиральних елементів, розташованих в оптичній системі послідовно по ходу оптичних променів, за типом фотореєстраційного матеріалу тощо. Як голографічні концентратори певною мірою можуть використовуватися дифракційні гратки зі змінним кроком між дифракційними смугами, збиральні зональні пластинки Габора та асферичні (наприклад, циліндричні) голограми.
Голографія (від грецьких слів ὅλος (цілий) та γραφή (писати) — процес запису амплітуди та фази світлової хвилі предмета у вигляді інтерференційної картини, сформованої на фотореєстраторі накладанням хвильового фронту, що поширюється від об'єкта, та опорного хвильового фронту когерентного випромінювання. Зокрема, амплітуда реєструється як почорніння фотографічної емульсії, пропорційне розподілу електромагнітної енергії. При освітленні зареєстрованої інтерференційної картини опорним пучком, його випромінювання дифрагує і відтворює вихідний хвильовий фронт від об'єкта при запису.
Принцип голографії був представлений британським фізиком угорського походження Лондонського університету Деннісом Габором у 1948 році. А перші практичні оптичні голограми тривимірних об'єктів створено у 1962 році радянським фізиком Юрієм Денисюком а також американськими вченими Емметом Лейтом та Юрісом Упатніексом з Мічиганського університету, США.
Принципи роботи голографічних сонячних концентраторів базуються на голографічних методах запису та відтворення амплітуди та фази світлової хвилі об'єкта.
Голограму можна виготовити, направивши частину світлового пучка безпосередньо на носій запису, а іншу частину — на об'єкт, так що світло, відбите від об'єкта, також потрапляє на носій запису, використовуючи схеми Лейта–Упатніекса або Денисюка. Особливістю схеми Лейта–Упатніекса є те, що об'єктна і опорна хвилі падають на фотопластинку з одного боку. Для відновлення голограми використовується джерело світла з тією ж довжиною хвилі, на якій виконувався запис. У схемі Денисюка об'єктна і опорна хвилі падають на фотореєстраційний матеріал з різних сторін, звідсіля — інша  назва схеми Денисюка як схеми в зустрічних пучках.
Процес запису голограми базується на явищі інтерференції, яка виникає, коли хвильові фронти накладаються один на одного. Для виготовлення голографічних елементів використовуються фоточутливі матеріали високого розрізнення (високої роздільної здатності). Голограми також можуть бути згенеровані комп'ютером шляхом моделювання двох хвильових фронтів і додавання їх у цифровому вигляді. Отримане цифрове зображення потім друкується на відповідній масці або плівці та освітлюється відповідним джерелом для реконструкції вихідного хвильового фронту, що цікавить. Якщо в процесі запису голограми  ключову роль відіграє явище інтерференції хвиль, то в процесі відтворення зображення об'єкта ключова роль належить дифракції, яка, однак, спостерігається як результат інтерференції хвиль.

## Дифракційний спосіб керування оптичним променем у просторі
Подібно до того, як для створення рефракційних та дзеркальних сонячних концентраторів використовуються явища заломлення та відбиття світла на кордоні двох середовищ, можна створити оптичні концентратори, засновані на явищі дифракції, оскільки дифракція випромінювань на відповідних структурах забезпечує його спектральний та просторовий перерозподіл.   
Під дифракцією ми розуміємо явище огинання променями світла перешкод, відступ від прямолінійного поширення світла і, як наслідок, поширення променів в сторону тіні. Явище дифракції пояснюється хвильовою теорією світла, розробленою у 1600-х роках Крістіаном Гюйгенсом. Принцип Гюйгенса стверджує, що хвильовий фронт WF можна розглядати як багато малих хвиль WL, які поширюються та інтерферують, утворюючи нові хвильові фронти. У результаті дифракції світлова хвиля W обтікає перешкоди D на шляху її поширення. Кожна точка фронту хвилі породжує вторинні хвилі WL, що розповсюджуються в усіх напрямках. Ідеї Гюйгенса отримали розвиток в роботах Томаса Юнга. які базувалися на результатах експерименту із двома щілинами. Французький фізик Огюстен Жан Френель (1788−1827) адаптував принцип суперпозиції малих хвиль Гюйгенса в математичну формулу.
Принцип Гюйгенса-Френеля був удосконалений німецьким фізиком-оптиком Густавом Робертом Кірхгофом (1824−1887). Його формула базується на інтегральній теоремі Кірхгофа, що дає рішення однорідного скалярного хвильового рівняння в довільній точці простору P замкнутої поверхні S, яка обмежує деякий об'єм, включаючи точку P.
У  разі дифракції Френеля джерело світла, або екран, або обидва находяться на кінцевих відстанях від апертури, а дифракційна картина створюється поблизу об'єкта (в області ближнього поля. Формула дифракції заснована на скалярній теорії дифракції, яка не враховує поляризаційні ефекти. Ближнє поле визначається числом Френеля F — кількістю напівперіодних зон в амплітуді хвильового фронту, відрахованих від центру до краю отвору, якщо дивитися з точки спостереження, так що фаза хвильового фронту змінюється на π при переході від однієї зони напівперіоду до наступної. Якщо число Френеля більше 1, промінь находиться у ближнім полі. Якщо ж число Френеля менше 1, кажуть, що промінь знаходиться в дальньому полі.
У разі дифракції Фраунгофера джерело світла і екран, на якому спостерігається дифракційна картина, находяться на нескінченно великих відстанях від апертури.
Наближення Фраунгофера є граничним випадком наближення Френеля і також може вважатися параксіальним. Дифракційна картина набуває остаточного вигляду і може лише збільшуватися в розмірі пропорційно відстані z, але кутовий розмір, визначений x/z або y/z, залишається незмінним.
Костук Р. К. та ін. аналізують різні аспекти застосування голографії в процесах перетворення сонячної енергії. Голографічні оптичні елементи (HOE) можуть фокусувати, перенаправляти або відбивати вхідне світло до фотоелектричних елементів і таким чином ефективно перетворювати сонячну енергію в електричну. Матеріал фокусується на огляді голографічних оптичних елементів, які використовуються у системах перетворення сонячної енергії. Обговорення торкається таких тем як властивості сонячного освітлення, робочі характеристики фотоелементів, характеристики об'ємних граток, вплив поляризації випромінювання на дифракційну ефективність голограми, голографічний планарний сонячний концентратор, голографічні системи поділу спектру, голографічна спектроподільна лінза, що працює на пропускання, комерціалізація модулів на основі голографічних планарних концентраторів, застосування люмінесцентних сонячних концентраторів та голографічні матеріали. На думку авторів, конкурентоспроможності фотоелектричних сонячних систем виробництва електроенергії з системами, заснованими на спалюванні викопного палива, якщо зможуть виробляти кіловат-годину енергії вартістю 0,04–0,05 доларів США. Це означає, що питома вартість системи має складати менш ніж 1 долар США/Вт.
Оптимізований голографічний пристрій, описаний Лудманом Дж. Е. а також Лудманом Дж. Е. та ін., значно підвищує ефективність перетворення сонячної енергії за рахунок того, що одноелементна голограма фокусує світло, спектрально розділяє його та відводить небажане інфрачервоне тепло від сонячних елементів. Самі ж сонячні елементи розташовані вздовж лінії фокусу таким чином, що кожна комірка поглинає лише ті довжини хвиль, які вона може ефективно перетворювати в електроенергію. Система чудово підходить для космічних застосувань, оскільки голограми є одним елементом, дуже легкі та потребують мінімального охолодження. Халл Дж., Лауер Дж. та Бродбент Д., які досліджували фоточутливі матеріали на основі біхромованої желатини, показали, що голографічні концентратори стають економічно ефективними порівняно зі рефракційними чи відбиваючими концентраторами, коли дифракційна ефективність голограм перевищує 70 %.
Колладос, М. В., Чемісана, Д., Атенсія, Дж. виконують огляд та аналіз різних голографічних пристроїв для виробництва тепла та електроенергії: голографічних граток та голографічних лінз об'ємного та фазового типу, елементів, що працюють на пропускання та відбиття сонячного випромінювання. Автори відмічають підвищений інтерес до використання у галузі сонячної енергетики об'ємних голограм, оскільки вони мають високу дифракційну ефективність (до 100 %) а також кутову та хроматичну вибірковість. Професор Мюллер Х. Ф. O. досліджує застосування голографічних оптичних елементів у будівлях для денного освітлення, сонячного затінення та фотоелектричної генерації електроенергії. Плівкові голограми ламінуються між двома захисними пластинами скла. Менуфі К., Чемісана Д., Розелл Дж. І. з університету Ллейди (Іспанія) проводять дослідження життєвого циклу інтегрованої концентраторної фотоелектричної системи (BICPV) для енергозабезпечення будівлі за методологіями EI99 та EPS 2000 (оцінка впливу на навколишнє середовище). Результати демонструють значні екологічні переваги технологій BICPV. Попри те, що фотоелектрична (PV) технологія є однією з життєво важливих тенденцій відновлюваної енергетики, вона породжує деякі екологічні проблеми. Виробництво фотоелектричних елементів супроводжується високим рівнем викидів шкідливих речовин, отже спричиняє великий вплив на навколишнє середовище. Крім того, фотоелектрична промисловість використовує різноманітні хімічні речовини, багато з яких є відносно токсичними для здоров'я людини та навколишнього середовища. Шкідливий вплив може бути також і непрямим (викопне паливо, що споживається під час виробництва). Ринок фотоелектричних технологій BICPV, інтегрованих у будівлі, швидко зростає. Це пов'язано з економією будівельних матеріалів під час будівництва та одночасним зниженням навантаження на навколишнє середовище на етапі експлуатації за рахунок заміни викопного палива.
Пратіп Х. Р. та Баламуруган A. надали широкий огляд голографічних оптичних елементі, які використовуються у сонячних концентраторах.
Як голографічні концентратори певною мірою можуть використовуватися лінійні дифракційні гратки, дифракційні гратки зі змінним кроком між дифракційними смугами і, особливо, збиральні зональні пластинки назразок зонних пластинок Френеля а також збиральні  асферичні (наприклад, циліндричні) голограми та інші дифракційні елементи, отримані як шляхом інтерференції, так і комп'ютерного синтезу з наступним  механічним нарізанням.
Відхиляюча лінійна дифракційна гратка є регулярною голографічною дифракційною структурою зі сталим кроком між смугами. Вона наноситься на поверхню оптичного хвилеводу з боку падіння сонячних випромінювань і не змінює форму хвилевого фронту падаючого оптичного пучка, проте, змінює напрямок його поширення та здійснює спектральний розподіл випромінювань.
Голографічні концентратори можуть бути умовно класифіковані за способом виготовлення голограми, за формою хвильового фронту об'єктного оптичного пучка, який застосовується для запису та відтворення, по спектральному складу випромінювань, за кількістю дифракційних збиральних елементів, розташованих на полі кінцевої голограми паралельно, за кількістю дифракційних збиральних елементів, розташованих в оптичній системі послідовно по ходу оптичних променів, за типом фотореєстраційного матеріалу тощо.
Залежно від способу виготовлення голограми концентратори поділяються на інтерференційні та синтезовані (нарізні). Інтерференційні концентратори формуються фотографуванням інтерференційної картини, утвореної суперпозицією об'єктного та опорного когерентних пучків, на світлочутливу плівку, синтезовані — комп'ютерним розрахунком з наступним механічним нарізанням на спеціальному обладнані.
Відповідно до форми хвилевого фронту об'єктного оптичного пучка, який використовується для запису та відтворення, розрізняють відхиляючі та збиральні концентратори.
По спектральному складу випромінювання, яке застосовується для запису та відтворення, розрізняють монохроматичні та панхроматичні  концентратори.
Відповідно до кількості дифракційних збиральних елементів, розташованих на полі кінцевої голограми паралельно, концентратори діляться на одноелементні та багатоелементні або складені.
Залежно від кількості дифракційних збиральних елементів, розташованих в оптичній системі послідовно по ходу оптичних променів, концентратори діляться на однокаскадні, двокаскадні, трьохкаскадні і таке інше.

## Хвилевідні концентратори на лінійних дифракційних гратках
Відхиляюча лінійна дифракційна гратка є регулярною голографічною дифракційною структурою зі сталим кроком між смугами. Вона наноситься на поверхню оптичного хвилеводу з боку падіння сонячних випромінювань і не змінює форму хвилевого фронту падаючого оптичного пучка, проте, змінює напрямок його поширення та здійснює спектральний розподіл випромінювань. Таким чином дифракційна гратка забезпечує певною мірою функції збирання та вводу сонячних випромінювань у тонкий планарний оптичний хвилевід. Її крок (відстань між дифракційними лініями) визначає кут дифракції n-го порядку. Чим ширшим є крок дифракційної гратки, тим менше кут дифракції сонячного випромінювання, що падає на неї під прямим кутом.
Де Йонг Т. М., де Бур Д. К. Г. та Бастіансен К. В. М. представили конструкцію плоского хвилевідного сонячного концентратора, що складається з оптичної світловодної пластини та дифракційної гратки. Дифракційна гратка наноситься зверху на оптичну пластину і шляхом дифракції вводить сонячне випромінювання у світловод, де воно поширюється за рахунок повного  внутрішнього відбиття на торець світловоду. Завдяки поєднанню геометричної та дифракційної оптики коефіцієнт концентрації оптимізується відповідно до принципів незображальної оптики. Для того щоб суттєво обмежити втрати випромінювання при повторних його відбиттях від граткованої поверхні використовуються гратки з профільованими полосами а також клиноподібні світловоди змінної товщини, так що світло вдруге стикається з граткою під кутом, відмінним від початкового кута дифракції. Дифракційна оптика дозволяє створити сонячні концентратори нехай і з низьким концентрації, але які мають додаткові переваги, оскільки вони недорогі, компактні та легкі.
Блосс В. Х., Ґрізінгер М. та Рейнхардт Е. Р. аналізують концентраторні сонячні системи (DISCO) на основі об'ємних фазових пропускаючих голограм, які демонструють мінімальне поглинання, високу ефективність дифракції та регульовану дисперсію. Як фотоелектричний приймач використовується багатоперехідний напівпровідниковий пристрій з оптимізованою шириною забороненої зони. Кастро Дж. М., Чжан Д., Маєр Б. і Костук Р. К. оцінюють ефективність голографічних планарних сонячних концентраторів, змодельованих для збору майже 50 % доступної енергії протягом року без необхідності відстеження. Руссо, Дж. М. та ін. досліджують добову та сезонну продуктивність фотоелектричних модулів на основі голографічних планарних концентраторів з фіксованим кутом кріплення та подвійною апертурою (DA-HPC).
Дифракційна гратка може модулювати амплітуду, фазу або ж обидва параметри світлової хвилі. Амплітудні ґратки здебільшого є тонкими. Фазові та амплітудно-фазові ґратки здебільшого є об'ємними. В них використовується модуляція показника заломлення і/або поглинання матеріалу плівки. Залежно від товщини плівки об'ємні ґратки можуть називатись тонкими (Рамана-Ната) або товстими. Об'ємні голограми — це голограми, у яких товщина матеріалу для запису набагато більша за довжину хвилі світла, що використовується для запису. Об'ємні товсті голограми також називають голограмами Брегга. Вони вперше були розглянуті Г. Когельником у 1969 році у рамках «теорії зв'язаних хвиль». Об'ємні фазові голограми можуть дифрагувати близько 100 % вхідного світла у 0-ий або 1-ий порядок дифракції, тобто можна досягти повної дифракції світла. Об'ємні поглинальні голограми мають меншу дифракційну ефективність. Детальний опис теорії об'ємних голограм наведено в книзі Дж. Гудмена. Об'ємна голограма зазвичай виготовляється реєстрацією на фототерморефрактивному склі інтерференційної картини, створеної випромінюванням ультрафіолетового лазера. Об'ємні голограми можна записати і в нефоточутливому склі, піддаючи його фемтосекундним лазерним імпульсам.
Фундаментальні основи об'ємної голографії та об'ємних граток дані у книзі Солімара Л. та Кука Д. Дж. Найденова І, Бабева Ц. та Назарова Д. досліджують нові функціональні матеріали для виготовлення стаціонарних та динамічних голограм, зокрема, фотополімери, фотохромні  матеріали, фототерморефракційне скло та гібридні органічно-неорганічні носії. Сабель Т. і Ленсен М. акцентують увагу аналітичним методам, які забезпечують глибше розуміння формування об'ємної голографічної гратки. У статтях Феррара М. А. та ін. представлено огляд комерційно доступних об'ємних голографічних сонячних концентраторів, записаних на різні голографічні матеріали. Людман Дж. Е. оцінює приблизну пропускну здатність і дифракційну ефективність товстих голограм із точки зору лише геометрії голограм.
Тонкі голограми, як амплітудні, так і фазові, не підходять для концентрації «білого» сонячного світла, оскільки мають дуже низьку дифракційну ефективність (біля 33 % після процесу відбілювання). Майже всі елементи, що використовуються в голографічних сонячних елементах, є об'ємними фазовими голограмами. Для певних довжин хвиль і напрямків падіння світла за допомогою цього типу голограм можна досягти ефективності майже 100 %.
Характеристики фотореєстраційних матеріалів для виготовлення голограм приведено в книзі Найдьонової І., Бабєвої Т. та Назарової Д.  Як фотореєстратор у процесі запису голограм звичайно використовуються біхромована желатина. Галогеніди срібла застосовуються тільки в лабораторних умовах через їхню тенденцію до почорніння.
Слід зазначити, що в багатьох випадках голографічний елемент буде працювати в діапазоні довжин хвиль, відмінних від довжини хвилі запису, до якої чутливий голографічний матеріал. Дифракційна ефективність голографічного елемента залежить від кута падіння променів та їх спектрального складу. Об'ємні голограми демонструють максимальну ефективність лише для діапазону кутів падіння поблизу напрямку, який задовольняє умову Брегга.
Коли об'ємна голограма освітлюється білим світлом, кожна довжина хвилі падаючого випромінювання дифрагує з різною ефективністю, яка зменшується при віддаленні від довжини хвилі, на яку розрахована голограма. Цю властивість дозволяє використовувати той самий елемент для двох різних функцій, наприклад, для освітлення, виробництва електроенергії та теплової енергії.
Що стосується пропускаючих і відбиваючих голограм пропускання і відбиття, то останні мають більш високу хроматичну вибірковість і меншу кутову вибірковість.
Оптичний хвилевід — тонка плівка або тонкий шар оптично прозорого матеріалу, який призначений для поширення електромагнітних оптичних хвиль в одному чи двох вимірах. Зазвичай поперечні розміри хвилеводу є одного порядку з довжиною хвилі, яка в ньому розповсюджується. Оптична хвиля рухається всередині хвилеводу внаслідок повного внутрішнього відбиття від стінок, тож, за ідеальних умов  не втрачає енергії під час поширення. В іншому випадку, хвиля поширювалася б у всіх напрямках простору, а її потужність спадала б пропорційно квадрату відстані від джерела (закон зворотних квадратів). Планарний оптичний хвилевід каналізує оптичне випромінювання та спрямовує його на торець пластини, де може бути встановлений невеликий, проте, енергоефективний фотоелектричний перетворювач.
Можливості створення дифракційних хвилевідних концентраторів на лінійних дифракційних гратках обмежуються низьким коефіцієнтом введення випромінювання у плоский пластинчатий хвилевід.
Енергетична ефективність голографічного концентратора визначається параметрами дифракційної гратки та планарного хвилеводу і сумарно не перевищує кільканадцяти відсотків.
Частина випромінювання, що не було каналізовано у хвилеводі, може бути зібрана у другому хвилевідному каскаді, який для цього розміщується безпосередньо за першим каскадом.
Подібна архітектура концентраторного сонячного модуля запропонована фірмою Prism Solar Technologies, Inc. Розроблений фірмою сонячний модуль складається з двох тонких скляних пластин, між якими розташовані ряди тонких голограм.
Дослідники Каліфорнійського університету з міста Сан Дієго (University of California, San Diego) запропонували комбіновану схему хвилевідного концентратора, в якому сонячні випромінювання вводиться у хвилевід за допомогою великої кількості мікролінз.

## Збиральні голографічні концентратори на осьових зонних пластинках
Збиральні голографічні концентратори або збиральні голограми є фактично дифракційними гратками зі змінним кроком між дифракційними смугами, наприклад, зонними пластинками (Френеля) та асферичними, скажімо, циліндричними чи параболо-циліндричними голограмами. Ці дифракційні структури змінюють форму та напрямок поширення хвилевого фронту падаючого оптичного пучка, здійснюючи при цьому перерозподіл енергії у площині його поперечного перетину.
Під зонною голограмою Френеля розуміється дифракційна структура, що складається із концентричних прозорих та непрозорих кілець і забезпечує зміну фази хвильового фронту падаючого на неї світлового потоку. Залежно від структури кілець зональні голограми поділяються на інтерференційні та геометричні (синтезовані), по просторовому кутовому положенню хвилевого фронту оптичного пучка, що використовується для запису та відтворення, відносно вісі плоского опорного оптичного пучка — на осьові та позаосьові.
Осьові синусоїдальні зонні голограми (Габора) створюються шляхом запису інтерференції сферичного об'єктного та плоского хвильових фронтів когерентних пучків на фотореєстраційному матеріалі, при цьому оптична вісь сферичного пучка співпадає з віссю плоского опорного оптичного пучка і є перпендикулярною до світлочутливої пластинки.
Якщо носій запису освітлений точковим джерелом і нормально падаючою плоскою хвилею, із-за конструктивної та деструктивної інтерференції об'єктного розсіяного на поверхні об'єкта та опорного монохроматичних пучків у площині реєстратора формується інтерференційна картина у вигляді світлих та темних  інтерференційних кілець. Отримана після фотореєстрації і проявлення картина є синусоїдною зональною пластинкою (Габора), яка діє як зональна пластинка Френеля, за виключенням того, що світлі та темні кільця неперервно переходять один в одного.
До основних оптичних параметрів осьової голографічної зональної пластинки (зональної голограми) відносяться фокусна відстань –f1, світловий діаметр (світлова апертура) D та кутове розходження γ дифрагованого оптичного пучка. Важливим енергетичним параметром голографічного елемента є дифракційна ефективність. Вона характеризує ефективність відбиття чи пропускання голограмою світлового потоку і визначається як відношення інтенсивності світлового потоку, що дифрагує у перший порядок, до інтенсивності падаючого на концентратор світлового потоку, позначеного на рисунку хвильовим вектором k.   
Оскільки опорний хвильовий фронт має по всій площині голограми однакову фазу, інтерференційні кільця у кожній точці Р розділені на величину Δr, що відповідає різниці ходу світла певної довжини хвилі λ від джерела світла.
При освітленні фотореєстратора РR точковим джерелом світла О зі сферичним хвильовим фронтом SW і нормально плоскою хвилею PW, результатний візерунок має вигляд концентричних смуг із синусоїдальним розподілом інтенсивності. На фотореєстраторі формується голограма точкового джерела світла — зональна пластина Габора ZP, яка діє як негативна лінза Френеля, фокусна відстань якої дорівнює відстані L між точковим джерелом О і площиною фотореєстратора РR.
Кожна записана голограма є позитивом. Контактне копіювання також дає позитивні голограми. Коли емульсія голограми після фіксації відбілюється, темні частинки срібла заміщуються прозорими частинками з різною показником пропускання. Це змінює поглинальну голограму у фазову.
При освітленні отриманої голограми плоским хвилевим фронтом РW, подібним тому який використовувався для запису голограми, світло сходиться в точці фокуса F. Розподіл комплексних амплітуд світла за голограмою можна визначитися згідно теорії Френеля — Кірхгофа. Оскільки всі точки голограми дифрагують світло, яке поширюється паралельно оптичній осі оптичної системи О1О2, утворюється уявне зображення, яке орган зору, розташований справа від голограми, може спостерігати. Кришталик ока, який є двоопуклою лінзою зі змінною фокусною відстанню, фокусує промені на сітківці ретини, де формується дійсне тривимірне зображення.  Дійсне зображення об'єкта може бути сформовано також на екрані, або ж на фотоплівці. Якщо геометричні розміри пучка не співпадають з геометричними параметрами опорного пучка, що використовувався для запису голограми, то зображення при відновленні буде спотворене. З іншої сторони, відмінність у довжині хвилі викличе зміни масштабу зображення а також його положення у просторі. А освітлення пучком широкого діапазону спектру призведе до розмиття ліній і країв зображення.
Принципи класифікації голограм можуть бути поширені на класифікацію голографічних концентраторів по формі та просторовому кутовому положенню хвилевого фронту об'єктного оптичного пучка, який застосовується для запису та відтворення, по спектральному складу випромінювань, по принципу взаємодії оптичних випромінювань з дифракційною структурою, по кількості дифракційних структур, з яких складається кінцевий концентратор, по типу фотореєстраційного матеріалу та способу виготовлення голограм.
Голографічні збиральні концентратори зазвичай можуть використовуватися у схемах фотоелектричних сонячних модулів. Відзначимо, що на рисунку продемонстровані зовнішній вигляд голографічних лінз виробництва ТОВ «Ніжинські лабораторії скануючих пристроїв».
По спектральному складу оптичних випромінювань, які використовується для запису та відтворення, голографічні концентратори класифікуються на монохроматичні, ультрафіолетові, видимих випромінювань, інфрачервоні та широкоспектральні або «кольорові». Голограми є майже «ідеальними» збиральними елементами для монохроматичного світла. Енергетична ефективність голограм при збиранні монохроматичного пучка обмежується тільки наявністю лазера з відповідною довжиною хвилі випромінювання, що може бути використаний для запису голограми.
Голограми, шо записані монохроматичним світлом, можуть бути використані також для збирання сонячних випромінювань широкого діапазону спектру. У цьому випадку розробник має погодитись на певні втрати випромінювань, обумовлені дисперсією.
Різновидом широкоспектрального концентратора є пристрій на основі триколірних голограм, сформованих послідовним записом окремих «кольорових» голографічних компонентів на кольорову трьохпрошаркову фоточутливу плівку. Кожна із «кольорових» голограм записується випромінюванням певної довжини хвилі. Інший спосіб виготовлення «кольорової» голограми передбачає використання технології «накладених» голограм. У цьому випадку всі три компоненти голограми записуються послідовно на одну панхроматичну плівку.
Використання широкоспектральних концентраторів, з одного боку, зменшує розмір світлового п'ятна у фокальній площині, але, з іншого боку, знижує загальну дифракційну ефективність концентратора.
Відповідно до кількості голограм, які розташовані в одній площині, голографічні концентратори діляться на одноелементні та багатоелементні. Багатоелементні пропускаючі голографічні концентратори складаються з великої кількості однотипних елементарних збиральних голограм, розташованих на здовженій скляній підкладці, одна біля одної. Кожна з голограм уловлює певну частину сонячного потоку та фокусує його на свій фотоелектричний приймач.
Моралес-Відаль М. та ін. займаються розробкою широкоапертурних голографічних сонячних концентраторів для революційних фотоелектричних застосувань [81, 82]. Звертається увага на те, що лінзи Френеля мають високий коефіцієнт концентрації, але надзвичайно малий апертурний кут (близько 1о) і потребують охолодження та дорогих систем стеження за траєкторією Сонця. З іншого боку, звичайні параболічні дзеркала мають високу оптичну ефективність, але дорогі і повинні бути захищені від вологи та механічних впливів, які викликають корозію. Голографічні оптичні елементи (ГОЕ) є підходящою альтернативою лінзам Френеля та сонячним рефлекторам, вони дешевші та універсальніші. Зокрема, мультиплексні голографічні сонячні концентратори (HSC) є багатообіцяючою альтернативою при інтеграції їх у систему енергозабезпечення будівель (BICPV).
Системи виробництва теплової енергії вимагають дуже високих рівнів інтенсивності сонячного випромінювання незалежно від спектральної довжини хвилі. У той же час для фотоелектричних систем виробництва електричного струму енергії важливою є енергія падаючих фотонів. Фотони з енергією, нижчою за значення ширини забороненої зони напівпровідника, не поглинатимуться фотоелементом, спричиняючи теплові втрати. Більш енергетичні фотони будуть доставляти частину енергії фотоелектричній комірці. Напівпровідникові матеріали, які використовуються у фотоелектричних елементах, можна розмістити у наступний ряд відповідно до їх спектральної чутливості: InGaP2 (670 нм), GaAs (870 нм), Si (1100 нм), InGaAs (1653 нм), GaSb (1750). нм). Оскільки фотоелементи є спектрально селективними системами з різними кривими спектрального відгуку, дуже перспективним рішенням виглядає використання об'ємних голографічних лінз з хроматичною селективністю. Беньє К., Ернандес К. та Куржон Д. аналізують сонячні концентраторні системи з використанням голографічних лінз, дисперсія яких дозволяє адаптувати спектральний розподіл фотоелектричних елементів до сонячного спектру. Робота пропускаючих об'ємних фазових голографічних лінз для концентрації широкого спектру сонячних випромінювань досліджується також  Банарес-Паласіосом П. та ін. Льорет Т. та ін. теоретично та експериментально оцінюють якість об'ємних фазових голографічних лінз на основі екологічно чистого фотополімеру. Для визначення функції передачі модуляції (MTF) використовується функція розсіювання точки (PSF), яка сприймається ПЗС-камерою. Значенню 0,1 MTF відповідала максимальна частота 14 л/мм, що була отримана для негативної голографічної лінзи на довжині хвилі 473 нм.

## Матеріали для виготовлення голографічних концентраторних елементів
Товщина тонкої голограми менша за просторову частоту (розрізнення). Тонкі голограми, як амплітудні, так і фазові, не підходять для концентрації сонячного світла, оскільки мають дуже низьку дифракційну ефективність (біля 33 % після процесу відбілювання). Майже всі елементи, що використовуються в голографічних сонячних елементах, є об'ємними фазовими голограмами. За допомогою цього типу голограм можна досягти ефективності близько 100 % для  певних довжин хвиль і напрямків падіння світла.
Характеристики фотореєстраційних матеріалів для виготовлення голограм приведено в книзі Найдьонової І., Бабєвої Т. та Назарової Д. Як фотореєстратор у процесі запису голограм звичайно використовуються біхромована желатина та фотополімери. Галогеніди срібла застосовуються тільки в лабораторних умовах через їхню тенденцію до почорніння.
Якщо товщина голограми значно перевищує просторову частоту, інтерференційні смуги діють подібно жалюзі. Відновлюючий пучок проходить послідовно крізь них, і цей третій вимір створює ефект подібно брегівському розсіюванню рентгенівських променів на кристалі. Тож, при аналізі товстих голограм може бути використана теоретична модель, яка використовувалася при розгляді брегівського відбиття рентгенівських променів на кристалічній кубічній гратці. Змінюючи кут падіння опорного пучка в одній плівці можна записати велику кількість голограм, наприклад, на кристалі ніобату літію. А при покроковому відновленні голограм зміною кута падіння опорного пучка можна отримати динамічну зміну голографічного зображення.
Головними перевагами голографічних концентраторів другого покоління у порівнянні зі звичайними рефракційними та відбиваючими (дзеркальними) елементами є малі габарити (товщина), простота тиражування та спорідненість з інтегральними технологіями, які використовуються при виробництві напівпровідникових фотоелектричних сонячних елементів, і, відповідно, невисока вартість. Не менш важливою перевагою є також можливість використання голограм як спектральних фільтрів.
Спорідненість з інтегральними технологіями та можливість спектральної та просторової фільтрації дозоляють створювати компактні  концентраторні гетероструктурні фотоелектричні сонячні модулі, які поєднують в одній конструкції можливість збирання великих світлових потоків, перерозподіл цих потоків по спектральним характеристикам та спрямування їх на окремі компактні світлочутливі гратки, складені з груп елементів, сенсибілізованих для сприйняття випромінювання певної довжини хвилі (енергії).
Для широкого впровадження голографічних концентраторів необхідно розробити нові ефективні технології усунення хроматичних аберацій та підвищення дифракційної ефективності голографічних елементів при роботі з широким спектром сонячного випромінювання